# 23ª Mostra internazionale d'arte cinematografica di Venezia
La 23ª edizione della Mostra internazionale d'arte cinematografica di Venezia si è svolta a Venezia, Italia, dal 25 agosto all'8 settembre del 1962. È la seconda e ultima edizione diretta da Domenico Meccoli.
È una delle 5 edizioni nella storia della Mostra in cui il Leone d'oro venne assegnato ex aequo: al film italiano Cronaca familiare di Valerio Zurlini e a quello sovietico L'infanzia di Ivan (Ivanovo Detsvo) di Andrej Tarkovskij.
Tra i film famosi in competizione: Lolita di Stanley Kubrick, Mamma Roma di Pier Paolo Pasolini, Il coltello nell'acqua di Roman Polański.

Pier Paolo Pasolini, in concorso con Mamma Roma

## Giuria e premi
La giuria era così composta:
Luigi Chiarini (presidente, Italia), Guglielmo Biraghi, G.B. Cavallaro, Arturo Lanocita (Italia), Georges Charensol (Francia), Iosif Chejfic (Unione Sovietica), John Houseman (Stati Uniti d'America), Ronald Neame (Gran Bretagna), Hans Schaarwächter (Germania Ovest).
I principali premi distribuiti furono:
- Leone d'oro: Cronaca familiare di Valerio Zurlini e L'infanzia di Ivan (Ivanovo Detsvo) di Andrej Tarkovskij (ex aequo).
- Leone d'argento: Questa è la mia vita (Vivre sa vie) di Jean-Luc Godard
- Coppa Volpi al miglior attore: Burt Lancaster per L'uomo di Alcatraz (Birdman of Alcatraz)
- Coppa Volpi alla miglior attrice: Emmanuelle Riva per Il delitto di Thérèse Desqueyroux (Thérèse Desqueyroux)

## Sezioni principali

### Film in concorso
- Cronaca familiare, regia di Valerio Zurlini (Italia)
- Eva, regia di Joseph Losey (Francia/Italia)
- Homenaje a la hora de la siesta, regia di Leopoldo Torre Nilsson (Argentina/Francia/Brasile)
- Il delitto di Thérèse Desqueyroux (Thérèse Desqueyroux), regia di Georges Franju (Francia)
- Il processo (Le procès), regia di Orson Welles (Francia/Germania Ovest/Italia/Jugoslavia)
- L'anno crudele (Term of Trial), regia di Peter Glenville (Regno Unito)
- L'infanzia di Ivan (Ivanovo Detsvo) di Andrej Tarkovskij (Unione Sovietica)
- L'uomo di Alcatraz (Birdman of Alcatraz), regia di John Frankenheimer (Stati Uniti d'America)
- La volpe folle (Koiya koi nasuna koi), regia di Tomu Uchida (Giappone)
- Lolita, regia di Stanley Kubrick (Regno Unito/Stati Uniti d'America)
- Gli alluvionati (Los inundados), regia di Fernando Birri (Argentina)
- Mamma Roma, regia di Pier Paolo Pasolini (Italia)
- Questa è la mia vita (Vivre sa vie: Film en douze tableaux), regia di Jean-Luc Godard (Francia)
- Smog, regia di Franco Rossi (Italia)
- Uomini e bestie (Lyudi i zveri), regia di Sergej Gerasimov (Germania Est/Unione Sovietica)